# Human Touch
Human Touch is het negende studioalbum van Bruce Springsteen en werd uitgebracht op 26 maart 1992. Het was beschikbaar op cd, lp, muziekcassette en minidisc.
In de Nederlandse Album Top 100 bereikte het album de eerste plaats. De single Human touch was in Nederland op vrijdag 13 maart 1992 Veronica Alarmschijf op Radio 3 en werd in het voorjaar van 1992 een radiohit in de destijds twee hitlijsten op de nationale publieke popzender. De plaat bereikte de 3e positie in de Nationale Top 100 en de 5e positie in de Nederlandse Top 40 en de tweede single 57 Channels (and nothin' on) de 39e positie in de Nationale Top 100 en een 29e positie in de Nederlandse Top 40.
In het Verenigd Koninkrijk behaalde dit album een eerste plaats in de albumlijst en in de Verenigde Staten een tweede plek. 
Op het album zijn verschillende sessiemuzikanten uit Los Angeles en omgeving te horen, o.a. Randy Jackson en Jeff Porcaro (bekend van de band Toto). Jeff Porcaro stierf op 5 augustus 1992. Van de E Street Band spelen enkel Roy Bittan en Steven van Zandt mee, die meewerkte aan de single 57 Channels (and nothin' on). Het album werd opgenomen in de A&M Studios in Los Angeles.

## Tracklist lp
Alle nummers zijn door Bruce Springsteen zelf geschreven, behalve waar anders aangeduid.
Kant A
- Human Touch – 6:32
- Soul Driver – 4:39
- 57 Channels (And Nothin’ On) – 2:28
- Cross My Heart (Springsteen, Sonny Boy Williamson II) – 3:51
- Gloria’s Eyes – 3:46
- With Every Wish – 4:39
- Roll of the Dice (Springsteen, Roy Bittan) – 4:17

Kant B
- Real World (Springsteen, Roy Bittan) – 5:26
- All or Nothin’ at All – 3:23
- Man’s Job – 4:37
- I Wish I Were Blind – 4:48
- The Long Goodbye – 3:30
- Real Man – 4:33
- Pony Boy (Text von Bobbie Heath aus dem Jahr 1909) – 2:11

Productie
Bruce Springsteen, Roy Bittan, Jon Landau, Chuck Plotkin

## Muzikanten
- Bruce Springsteen – gitaar en zang, basgitaar op 57 Channels (and nothin' on)
- Randy Jackson – basgitaar
- Jeff Porcaro – drums, percussie
- Roy Bittan – keyboards
- Sam Moore –achtergrondzang op Soul driver, Roll of the dice, Real world en Man's job
- Patti Scialfa –harmonie zang op Human touch en Pony boy
- David Sancious – Hammond orgel op Soul driver en Real man
- Bobby King – achtergrond zang op Roll of the dice  en Man's job
- Tim Pierce –gitaar op Soul driver en Roll of the dice
- Michael Fisher – percussie op Soul driver
- Bobby Hatfield – harmonie zang op I wish I were blind
- Mark Isham – trompet op With every wish
- Doug Lunn – basgitaar op With every wish
- Ian McLagan – piano op Real man
- Kurt Wortman – drums en percussie op With every wish

E Street Band: Bruce Springsteen · Roy Bittan · Nils Lofgren · Patti Scialfa · Garry Tallent · Steven Van Zandt · Max Weinberg
Jake Clemons · Charles Giordano · Soozie Tyrell
Voormalige leden: Ernest Carter · Clarence Clemons · Danny Federici · Vini Lopez · David Sancious
Voormalige tourmuzikanten:
Everett Bradley · Barry Danielian · Clark Gayton · Curtis King · Suki Lahav · Ed Manion · The Miami Horns · Cindy Mizelle · Michelle Moore · Tom Morello · Curt Ramm · Jay Weinberg